# Bathytoma visagei
Bathytoma visagei is een slakkensoort uit de familie van de Borsoniidae. De wetenschappelijke naam van de soort is voor het eerst geldig gepubliceerd in 1973 door Kilburn.